# Quận Stanly, North Carolina
Quận Stanly là một quận hạt ở bang Bắc Carolina. Tại thời điểm năm 2000, quận có dân số 58.100 người. Quận lỵ đóng ở Albemarle6.
Quận được lập năm 1841 từ một phần của quận Montgomery phía tây của sông Pee Dee. Quận được đặt tên theo John Stanly của New Bern (1774-1834).

## Địa lý
Theo Cục điều tra dân số Hoa Kỳ, quận có tổng diện tích 404 square miles (1.047 km²), trong đó, 395 dặm Anh vuông (1.023 km²) là diện tích đất và 9 dặm Anh vuông (24 km²) trong tổng diện tích (2,28%) là diện tích mặt nước.

### Các thị trấn
Quận được chia thành 10 thị trấn: Almond, Big Lick, Center, Endy, Furr, Locust,Stanfield Harris, North Albemarle, Ridenhour, South Albemarle, và Tyson.

### Các quận giáp ranh
- Quận Rowan, Bắc Carolina - Bắc
- Quận Davidson, Bắc Carolina - Đông bắc
- Quận Montgomery, Bắc Carolina - Đông
- Quận Anson, Bắc Carolina - Nam-tây nam
- Quận Union, Bắc Carolina - Nam-tây nam
- Quận Cabarrus, Bắc Carolina - Tây

## Thông tin nhân khẩu
Theo cuộc điều tra dân số2 tiến hành năm 2000, quận này có dân số 58.100 người, 22.223 hộ, và 16.156 gia đình sinh sống trong quận này. Mật độ dân số là 147 người trên mỗi dặm Anh vuông (57/km²). Đã có 24.582 đơn vị nhà ở với một mật độ bình quân là 62 trên mỗi dặm Anh vuông (24/km²).  Cơ cấu chủng tộc của dân cư sinh sống tại quận này gồm 84,67% người da trắng, 11,46% người da đen hoặc người Mỹ gốc Phi, 0,25% người thổ dân châu Mỹ, 1,81% người gốc châu Á, 0,02% người các đảo Thái Bình Dương, 1,01% từ các chủng tộc khác, và 0,79% từ hai hay nhiều chủng tộc.  2,13% dân số là người Hispanic hoặc người Latin thuộc bất cứ chủng tộc nào.
Có 22,223 hộ trong đó có 32,60% có con cái dưới tuổi 18 sống chung với họ, 58,30% là những cặp kết hôn sinh sống với nhau, 10,50% có một chủ hộ là nữ không có chồng sống cùng, và 27,30% là không gia đình. 24,30% trong tất cả các hộ gồm các cá nhân và 10,80% có người sinh sống một mình và có độ tuổi 65 tuổi hay già hơn.  Quy mô trung bình của hộ là 2,53 còn quy mô trung bình của gia đình là 3,00,
Phân bố độ tuổi của cư dân sinh sống trong huyện là 25,00% dưới độ tuổi 18, 8,40% từ 18 đến 24, 29,00% từ 25 đến 44, 23,40% từ 45 đến 64, và 14,20% người có độ tuổi 65 tuổi hay già hơn.  Độ tuổi trung bình là 37 tuổi. Cứ mỗi 100 nữ giới thì có 97,40 nam giới. Cứ mỗi 100 nữ giới có độ tuổi 18 và lớn hơn thì, có 94,70 nam giới.
Thu nhập bình quân của một hộ ở quận này là $36.898, và thu nhập bình quân của một gia đình ở quận này là $43.956, Nam giới có thu nhập bình quân $31.444 so với mức thu nhập $21.585 đối với nữ giới. Thu nhập bình quân đầu người của quận là $17.825, Khoảng 8,10% gia đình và 10,70% dân số sống dưới ngưỡng nghèo, bao gồm 14,10% những người có độ tuổi 18 và 10,30% là những người 65 tuổi hoặc già hơn.